# Svetleči klavir
Svetleči klavir (francosko clavier à lumières) je instrument, ki vsakega izmed 12 tonov oktave osvetli s svojo barvo. Instrument ob praizvedbi skladbe (Moskva, 1911) še ni bil do konca izdelan (njegov avtor je bil Skrjabinov prijatelj Alexander Moser). Ob krstni izvedbi leta 1916 v New Yorku pa je tak instrument izdelal Anglež Wallace Rimington in ga imenoval »barvne orgle«. Mnogi glasbeniki imajo ob zvenu določenega tona vzporedno barvno predstavo. Tej reminiscenci pravimo sinestetska predstava, ki je subjektivno doživetje.